# Layla și Majnun

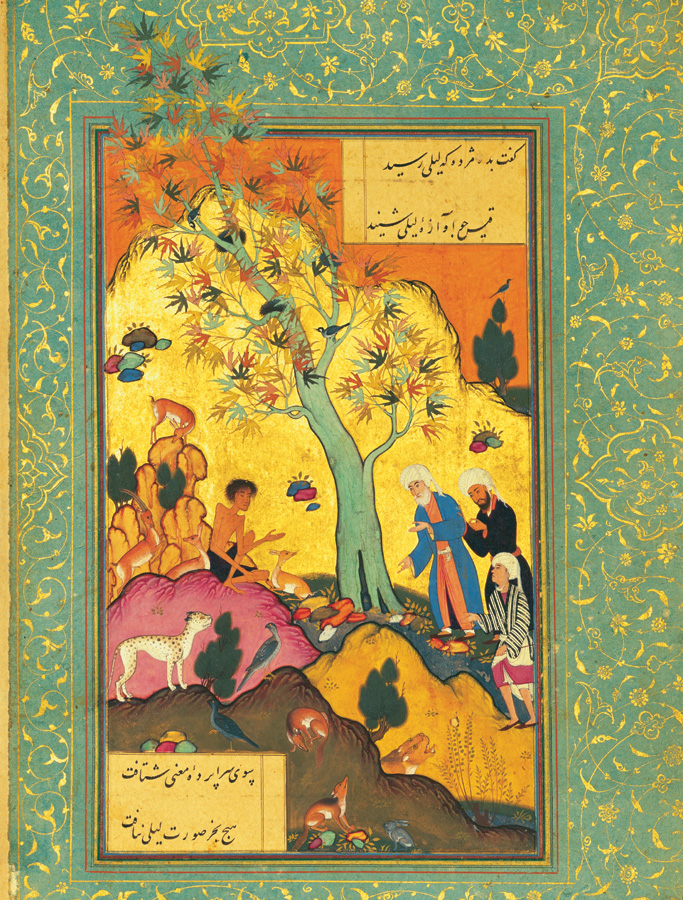
Majnun în mijlocul naturii (1507)

Majnun și Layla (مجنون و ليلى în arabă - majnûn : nebun de dragoste, laylâ : Layla), Majnûn și Laylâ sau Qays și Layla (قيس و ليلى în arabă), este o poveste de dragoste populară  de origine arabă, posibil preislamică, ce descrie peripețiile poetului arab beduin Qays ibn al-Moullawwah și ale verișoarei sale Layla al-Amiriyya. Această poveste, care ar putea fi reală, dar a cărei veridicitate este disputată[A] este una dintre cele mai cunoscute din zona de influență a civilizației islamice (Arabia, Persia, Asia centrală, India și Africa de Nord) și a inspirat de-a lungul secolelor numeroși scriitori și artiști musulmani precum Nizami Ganjavi, Djami, Navoï și Ahmed Chawqi. Adaptarea persană a lui Nizami datând din secolul XII a contribuit la larga difuziune pe continentul  asiatic.

## Rezumat
În Arabia trăia un șef de trib, pe numele sau Amir, amabil și generos,  „glorios ca un khalif”, dar care semăna cu „o lumânare fără lumină”, deoarece nu avea un urmaș. Allah i-a auzit rugăciunile și i-a dăruit un fiu care a fost numit Gheis (însemnând în arabă „măsura talentului”). Gheis era foarte bun la învățătură. La școala la care învăța Gheis erau și câteva fete. Una dintre ele era foarte inteligentă, cu sufletul curat și de o frumusețe neasemuită, cu bucle ca noapte... Se numea Layla (care înseamnă „noapte”).

## Comentarii

### Natura genului
În ciuda multiplelor inserții și a divergențelor datorate reluărilor, povestea conservă trăsăturile esențiale ale unei povești de dragoste imposibile (și deci tragice) între doi tineri iubiți pe care normele sociale și circumstanțele familiale îi împiedică să aibă o căsătorie fericită. Acest tip de istorie își are originea, sau este apropiată, de legendele populare, foarte răspândite în întrega lume; dacă cele mai importante în Occident se limitează în general la Tristan și Isolda (legendă de origine celtică) și Romeo și Julieta (care își are originea în mitologia greco-romană cu cuplul Pyramus și Thisbe), ele sunt numeroase în Orient: Hir și Ranjha (poveste populară din Punjab), Sohni și Maniwal (idem), Shirin și Khosro (poem de Nizami inspirat din Shâh Nâmeh - sau Cartea Regilor - de Firdusi), și multe altele.

### Dragoste și idealism
„Idealizarea se naște din dragoste. Fără dragoste nu există ideal iar când dragostea slăbește, idealul dispare. De aceea idealul propriu nu poate fi oferit altuia căci fiecare este atras de o anumită formă de frumusețe, de bunătate sau de fericire. În acest sens se poate cita povestea lui Majnun și a Laylei. Majnun era un tânăr care o iubea cu o dulce dragoste pe Layla încă din copilărie. Dar ei nu aparțineau aceluiași clan astfel încât părinții nu erau deloc mulțumiți de aceste sentimente reciproce și încercau neîncetat să-i îndepărteze pe cei doi tineri unul de altul. Într-o zi, un prieten al familiei lui Majnun îi spuse acestuia: « Dar Layla aceasta, pe care tu o iubești atât de mult, nu este mai frumoasă decât altele! ». La care Majnun îi răspunse: « Ca să o vezi pe Layla trebuie să ai ochii lui Majnun ». Acești "ochi ai lui Majnun" sunt ochi idealizării, ochii care văd frumusețea.”— Murshida Sharifa Lucy Goodenough [B]

## Legenda în opere artistice

### Literatură
- Leily o Majnoun (Layla și Majnun)(1188), scriere a lui Nezami Ganjavi.
- Leïli și Medjnoun, cea mai celebră operă scrisă de Mir Alisher Navoï (sau Nizomiddin Mir Alisher) (1441-1501).
- Dâstân-ı Leylî vü Mecnûn (داستان ليلى و مجنون; "Layla și Majnun") scriere în azeră de Fuzûlî (sau Fuduli, فضولی; în azeră: Füzuli}}, c. 1483 – 1556),  poet și filozof azer și otoman, cunoscut și sub numele adevărat de Muhammad bin Suleyman (محمد بن سليمان).
- Majnoun Laila (مجنون ليلى, literal: Nebun de Laila) - tragedie scrisă de Ahmed Chawqi (1868 - 23 octobre 1932), poet și dramaturg egiptean.

### Filme artistice
- Leyli și Mecnun, Azerbaidjanfilm, 1961, http://azerikino.com/leyli-ve-mecnun-1961.html

### Filme documentare
- Leyla și Mecnun / Leyla And Mecnun Abroad[nefuncțională]
 (Turcia 2009, regia Zeynep Oskaya, 61 min)

### Muzica
- Layla de Eric Clapton, melodie dedicată modelului Pattie Boyd care, atunci când Clapton s-a îndrăgostit de ea, era căsătorită cu George Harrison (The Beatles). Melodia a fost inspirată de poemul Layla și Majnun.